# Ketanji Brown Jackson
Ketanji Brown Jackson, född Ketanji Onyika Brown den 14 september 1970 i Washington, D.C., är en amerikansk jurist och domare vid USA:s högsta domstol.
Våren 2022 nominerades hon av president Joe Biden som ledamot av USA:s högsta domstol, och den 7 april 2022 bekräftade USA:s senat Jackson i detta ämbete. Hon svors in den 30 juni 2022, och blev då den första afroamerikanska kvinnan och den första offentliga försvararen att ta plats i USA:s högsta domstol.
Mellan 2021–2022 var Jackson domare vid United States Court of Appeals for the District of Columbia Circuit

## Biografi

### Uppväxt och studier
Jackson föddes i Washington D.C., men växte upp i Miami. Hon studerade statsvetenskap vid Harvard University och tog examen magna cum laude 1992. Efter ett år som skribent för Time i New York, återvände hon till Harvard för att studera vidare vid Harvard Law School. Under studietiden var hon redaktör för den prestigefyllda juridiska tidskriften Harvard Law Review.  Hon tog examen 1996 med en Juris Doctor cum laude.

### Karriär som jurist
Efter avslutade studier gjorde Jackson notarietjänstgöring hos två federala domare 1997–1998, innan hon 1999 fick tjänst i högsta domstolen som notarie för Stephen Breyer. Därefter arbetade hon på advokatbyrå, innan hon övergick till den myndighet som fastställer riktlinjer för de federala domstolarnas straffutmätning, US Sentencing Commission. Hon arbetade också som offentlig försvarare. Mellan 2006 och 2009 var hon åter på advokatbyrå, innan president Barack Obama 2009 nominerade Jackson till vice ordförande för US Sentencing Commission. Hon vann stöd av både republikaner och demokrater i senaten och bekräftades i uppdraget 2010.

### Federal domare
Två år senare var det åter dags för senatsutfrågningar, då president Obama nominerade Ketanji Brown Jackson som domare i den federala distriktsdomstolen för District of Columbia. Återigen fick hon stöd från båda partierna, när hon 2013 bekräftades i sitt nya uppdrag av senaten. I denna roll fick Jackson en avgörande betydelse när president Donald Trump och hans administration vägrade att lämna ut handlingar till kongressen. Jacksons avslog Trumps begäran. I domslutet skrev hon: "Stated simply, the primary takeaway from the past 250 years of recorded American history is that Presidents are not kings. /.../ This means that they do not have subjects, bound by loyalty or blood, whose destiny they are entitled to control." (Enkelt uttryckt är den främsta erfarenheten från de 250 senaste åren av amerikansk historia att presidenter inte är kungar. /.../ Det betyder att de inte har undersåtar, bundna av lojalitet eller blod, vars öde de har rätt att avgöra.) Hon upprepade ett liknande domslut 2021, när Donald Trump inte ville lämna ut handlingar som rörde hans inblandning i stormningen av Kapitolium samma år.
När president Joe Biden tillträdde 2021 var Kentanji Brown Jackson en av hans första domarnomineringar, och efter nya senatsutfrågningar bekräftades hon i rollen som domare i den federala appelationsdomstolen för District of Columbia.

### Nominering till USA:s högsta domstol
Den 27 januari 2022 meddelade Stephen Breyer att han avsåg att avgå som domare i USA:s högsta domstol vid slutet av domstolens verksamhetsår, under förutsättning att presidenten nominerat och senaten bekräftat hans efterträdare. Den 25 februari meddelade president Joe Biden att han nominerat Kentanji Brown Jackson.  Därigenom fullföljde Biden sitt löfte från presidentvalet 2020, där han lovat att en svart kvinna skulle vara hans kandidat för att hela befolkningen skulle vara representerad bland domstolens ledamöter. Presidenten framhöll också Jacksons arbete som offentlig försvarare som en särskild tillgång; ingen tidigare domare i domstolens historia har innehaft ett sådant uppdrag.
Senatens justitieutskott anordnade utfrågningar av Jackson 21–24 mars 2022. Den första dagen avsattes för presentation av presidentens kandidat, följt av två dagar där utskottets ledamöter frågade ut Jackson, innan den fjärde dagen ägnades åt yttranden från American Bar Association och företrädare för allmänintressen.
Sedan tidigare har utskottet vanligen hänskjutit beslutet om att bekräfta ledamöter av högsta domstolen till senatens kammare. Så skedde även denna gång, och den 7 april 2022 röstade senatens samtliga ledamöter om att bekräfta eller avslå presidentens nominering. Omröstningen utföll med röstsiffrorna 53–47 till Jacksons fördel; samtliga demokrater och oberoende senatorer samt tre republikaner röstade för Jackson. Jackson svors in som domare den 30 juni 2022.

## Privatliv
Jackson är gift och har två döttrar. Under nomineringen till USA:s högsta domstol framhöll såväl Jackson själv som Vita Huset att hon kommer från en polisfamilj, då hennes bror och två farbröder tjänstgjort inom olika polismyndigheter.